# 劉騰
劉騰（464年—523年），字青龙，北魏宦官。
刘腾本来是平原的城民，属于南兖州谯郡。年轻的时候因罪受宫刑，补任小黄门，后来任中黄门。因为向魏孝文帝元宏密告孝文幽皇后的隐私，出使徐州、兖州选采美女。历任大长秋卿、金紫光禄大夫、太府卿。他不识文字，只知道署名，但是奸谋有余，善解人意，所以受到魏宣武帝宠信。魏孝明帝封他为長乐县开国公。正光元年（520年），他勾结领军元叉在宣光殿废胡太后，专擅朝政。胡太后被幽禁在北宫，宫门昼夜长闭，内外隔绝，刘腾亲自掌管宫门钥匙，孝明帝也见不到她，她只能等候送饭，衣食短缺，不免饥寒，很后悔重用了刘腾。次年，任司空。他贪财，一年收到利息以巨万计。正光四年（523年），刘腾死，时年六十。追贈使持節、驃騎大将軍、太尉公、冀州刺史。
刘腾死后，元叉等对胡太后放松警惕，胡太后遂寻机重新掌权，追夺刘腾爵位，没收家产，掘墓暴骨。

## 延伸阅读
[在维基数据编辑]
 《魏書·卷94》，出自魏收《魏书》
 《北史·卷092》，出自李延壽《北史》